# Orange S.A.
A Orange (anteriormente denominada France Télécom) é a principal empresa de telecomunicações da França, e a 105ª no ranking mundial. Ela emprega cerca de 167 mil pessoas, das quais 80 mil estão fora da França, e possui aproximadamente 200 milhões de usuários no mundo.

## Histórico
Em 1792, durante a Revolução Francesa, foi desenvolvida a primeira rede de comunicação para permitir a rápida transmissão de informações em um país em guerra e inseguro. Essa foi a rede de telegrafia óptica de Claude Chappe.
Em 1878, após a invenção do telégrafo elétrico e, em seguida, a invenção do telefone, o Estado francês criou um Ministério dos Correios e Telégrafos. Os serviços telefônicos foram nacionalizados e adicionados ao ministério em 1889. No entanto, foi somente em 1923 que o segundo 'T' (de 'telefones') apareceu e o departamento de P&T (Postes et Télégraphes) se tornou PTT (Postes, Télégraphes et Téléphones).
Em 1941, uma Direção Geral de Telecomunicações foi criada dentro deste ministério. Então, em 1944, o Centro Nacional de Estudos de Telecomunicações (CNET) foi criado para desenvolver a indústria de telecomunicações na França.
Na década de 1970, a França tentou compensar seu atraso no desenvolvimento da infraestrutura de comunicações, em comparação a outros países, lançando o programa "Delta LP" (aumento das linhas principais). Foi nessa época que a maior parte do loop local foi construída (ou seja, todos os cabos que ligam os usuários à operadora). Além disso, com a ajuda de fabricantes franceses, a comutação digital — Minitel e o padrão GSM — foi inventada por engenheiros e pesquisadores da CNET.
Em 1982, a Telecom introduziu o pedido online Minitel para seus clientes.

### Criação da France Telecom
Até 1988, a France Telecom era conhecida como Direction Générale des Télécommunications, uma divisão do Ministério dos Correios e Telecomunicações. Tornou-se autônoma em 1990. Isso foi em resposta a uma diretiva europeia, que visava tornar a concorrência obrigatória nos serviços públicos a partir de 1º de janeiro de 1998. O projeto de lei de 2 de julho de 1990 transformou a France Télécom em uma operadora de direito público, com Marcel Roulet como o primeiro presidente. Desde então, a empresa teve um órgão corporativo separado do Estado e adquiriu autonomia financeira.
Em julho de 1996, uma nova lei transformou a France Telecom numa sociedade anónima da qual o Estado francês era o único acionista, para preparar a abertura à concorrência, o que foi efetivado em 1 de janeiro de 1998), durante o governo da Esquerda Plural de Lionel Jospin.
Em 1997, o capital da nova sociedade anônima foi aberto com sucesso. Uma segunda abertura ocorreu em 1998, apesar da crise nos mercados emergentes, depois que a bolha da Internet deixou os mercados eufóricos em 1999.
Tendo entrado tarde no processo de internacionalização lançado por concorrentes internacionais como a Vodafone, a France Telecom começou a procurar alvos no auge da valorização dos anos da bolha da Internet. Além disso, sua aliança com a Deutsche Telekom, caracterizada por uma participação cruzada de 2%, rompeu-se quando esta última anunciou uma proposta de fusão com a Telecom Italia (que acabou abandonada) sem avisar os franceses.
Em março de 2000, as ações da France Telecom atingiram os 153,30 euros e depois atingiram o seu máximo histórico de 219 euros, antes de caírem novamente, subitamente.

### Aquisição da Orange
Em julho de 1991, a Hutchison Telecom, uma subsidiária do Reino Unido do conglomerado Hutchison Whampoa, sediado em Hong Kong, adquiriu uma participação controladora na Microtel Communications Ltd, que até então havia adquirido uma licença para desenvolver uma rede móvel no Reino Unido. A Hutchison renomeou a Microtel para Orange Personal Communications Services Ltd, e em 28 de abril de 1994 a marca Orange foi lançada no mercado de telefonia móvel do Reino Unido. Uma estrutura de holding foi adotada em 1995 com o estabelecimento da Orange plc. Em abril de 1996, a Orange abriu o capital e foi lançada na Bolsa de Valores de Londres e na NASDAQ, de propriedade majoritária da Hutchison (48,22%), seguida pela BAe (21,1%). Em junho de 1996, tornou-se a empresa mais jovem a entrar no FTSE 100, avaliada em £ 2,4 bilhões.
Em outubro de 1999, o conglomerado alemão Mannesmann AG adquiriu a Orange por US$ 33 bilhões. A aquisição da Orange pela Mannesmann levou a Vodafone a fazer uma oferta de aquisição hostil pela Mannesmann. Pouco depois, em fevereiro de 2000, a Vodafone adquiriu a Mannesmann por US$ 183 bilhões e decidiu alienar a Orange porque os regulamentos da UE não permitiriam que ela detivesse duas licenças móveis.
A Intelig foi criada em 1999 inicialmente como operadora de longa distância que atuava como espelho da operadora Embratel, em política que visava a fomentar a concorrência no mercado brasileiro de telecomunicações após a privatização do sistema Telebrás. A empresa foi criada pelo consórcio Bonari, formado por três multinacionais: National Grid (Grã-Bretanha), France Telecom (França) e Sprint (EUA), que detinham 50%, 25% e 25% da empresa, respectivamente. O grupo vendeu a empresa em 2008.
Em agosto de 2000, a France Télécom comprou a Orange plc da Vodafone por um custo total estimado de € 39,7 bilhões. Na época, a France Télécom também comprou participações em várias outras empresas internacionais (GlobalOne, Equant, Internet Telecom, Freeserve, EresMas, NTL e Mobilcom), das quais algumas foram revendidas. Por meio desse processo, a France Télécom se tornou a quarta maior operadora global. As operações de telefonia móvel da Orange plc foram fundidas com a maioria das operações móveis da France Télécom, formando o novo grupo Orange SA..
Em junho de 2001, as marcas Itinéris, OLA e Mobicarte da France Telecom Mobile foram substituídas pela marca Orange e a France Télécom vende a totalidade da sua participação (9,9%) na americana Sprint.
Em 2 de outubro de 2002, o CEO Thierry Breton, recebeu a tarefa de recuperar a empresa depois que ela ficou paralisada por dívidas após a queda do preço das ações da empresa. Em 30 de setembro de 2002, o preço das ações da empresa era de € 6,94, abaixo dos € 219 em 2 de março de 2000. A France Télécom foi a segunda empresa mais endividada do mundo em termos de passivos de curto prazo. A empresa obteve 15 bilhões de ajuste de dívida que precisavam ser suportados por bancos e investidores, outros 15 bilhões como aumento de capital do Estado francês, uma vez que ainda era o acionista majoritário, e mais 15 bilhões em dinheiro de poupança interna. Em 25 de fevereiro de 2005, Thierry Breton foi nomeado Ministro das Finanças e Indústria e Didier Lombard, que havia sido chefe da divisão de novas tecnologias da empresa, o substituiu como CEO.
Em março de 2004, foram realizadas fusões pela France Télécom com sua subsidiária de telefonia móvel Orange, adquirida por alto preço durante a bolha da Internet de 2000, e com sua subsidiária especializada em acesso à Internet Wanadoo, rebatizada de Orange.

### Privatização e mudança de nome
Em setembro de 2004, o Estado francês vende parte das suas ações para ficar abaixo da marca dos 50%. A France Télécom torna-se então uma empresa privada. Cento e quinze anos após a sua nacionalização, o telefone voltou a ser privado em França.
Segundo a empresa Dataxis, em 2005 a France Telecom seria a segunda operadora ADSL do mundo atrás da China Telecom e à frente da americana SBC Communications e seria o maior operador ADSL europeu.
Em 1º de junho de de 2006, a France Télécom passou a comercializar todos os seus produtos em todo o mundo sob a única marca comercial Orange, portanto Wanadoo e Ma Ligne TV foram renomeados como Orange. Nesta ocasião o logotipo da marca France Telecom ficou mais arredondado e a carta gráfica (cor e fonte) foi modificada.
Em junho de 2007, o Estado francês volta a vender 5% da sua participação na France Télécom e a participação pública (Estado francês e ERAP) ficou em cerca de 27%, durante a gestão da ministra da Economia e Finanças, Christine Lagarde. Na mesma data, a France Telecom revendeu a Orange Holanda e adquiriu o fornecedor de acesso espanhol Ya, bem como o operador móvel austríaco One.
Em 21 de setembro de 2010, a France Telecom adquire uma participação (40%) na Meditelecom (marca Meditel), o segundo maior operador de telefonia móvel de Marrocos (dez milhões de clientes no momento da operação). O acordo prevê a elevação da France Telecom para 49% do capital até 2015.
Em outubro de 2011, France Télécom adquire a operadora CCT na República Democrática do Congo.
Em 9 de fevereiro de 2012, os serviços telefónicos fixos da France Télécom passam a ser comercializados sob a marca Orange.
Finalmente, a mudança de nome da companhia foi votada durante uma assembleia geral em 28 de maio de 2013. A mudança de nome entra em vigor a partir de 01 de julho de 2013, e a France Télécom torna-se então definitivamente Orange.

## Serviços
A Orange desenvolve e comercializa três grandes famílias de serviços sob a marca Orange:
- Os serviços de comunicação residencial (SCR), que continuam sob sua marca histórica nos países que France Telecom é a operadora histórica (França, Polônia, Jordânia, Senegal, entre outros);
- Os serviços de comunicações pessoais (SCP), ou seja, os celulares;
- Os serviços de comunicações empresariais (SCE).

Ela baseia seu futuro na estratégia de serviços convergentes, onde a marca "Unik" será sua primeira manifestação visível.

### Serviços residenciais
Eles utilizam principalmente a tradicional linha fixa. eventualmente equipada com ADSL, e são comercializadas sob os marcas France Telecom ou Orange (49 milhões de clientes no telefone fixo, 12 milhões na internet banda larga):
- minitel;
- telefonia fixa;
- Internet discada, banda larga via ADSL e também por fibra ótica;
- telefonia IP;
- videofone;
- televisão digital, "La TV d'Orange";
- conteúdos multimídia (ex. pay-per-view)

A Orange anunciou a implementação de uma rede de fibra ótica (FTTH) em várias cidades na França que permitirá a passagem à geração seguinte de serviços residenciais.

### Serviços pessoais
Eles usam principalmente a tecnologia GSM de 2ª e 3ª gerações e são comercializadas sob a marca Orange (98 milhões de clientes):
- telefonia móvel;
- Internet móvel;
- multimídia móvel.

### Serviços empresariais
Eles são especialmente destinados às atividades profissionais e são principalmente comercializadas sob a marca Orange Business Services:
- telefonia fixa e telefonia móvel;
- transmissão de dados;
- Internet;
- redes locais empresariais.

### Serviços públicos
A Orange é a atual administradora do Serviço universal de telecomunicações na França.
A Orange possui e administra igualmente:
- as lojas abertas ao público, distribuídas em todo território francês;
- as cabines telefônicas: as primeiras cabines telefônicas apareceram em Paris no ano 1884, e foram progressivamente disseminadas no país, até os anos 90, data do desenvolvimento e em seguida da exploração da telefonia móvel, que produziu certo declínio por causa do custo das cabines telefônicas: na época de 1996, havia 290000 cabines na França, em 2009 apenas 153000.[23] No início dos anos 90, certos TGVs até tinham cabines nos vagões.

### Estratégias de desenvolvimento
Para assegurar uma política de crescimento durável, o grupo France Telecom expande suas atividades à venda de conteúdos (música, cinema, downloads, etc), ao e-commerce, à publicidade on-line, às soluções M2M (machine to machine), domótica e assistência remota aos doentes. Ela investe também, de forma firme, em países emergentes.
No domínio da concorrência nas telecomunicações, a França Telecom, através de seu plano NExT (2006-2008), iniciou uma política comercial e marketing de convergência (acesso aos serviços a partir do telefone fixo, móvel ou internet, faturação única, etc). Política que tende à se estender ao conjunto de operadores de telefonia.

## Satélites
| Satélite   | Fabricante    | Data do lançamento     | Veículo de lançamento | Estado  |
| ---------- | ------------- | ---------------------- | --------------------- | ------- |
| Telecom 1A | BAe           | 04 de agosto de 1984   | Ariane 3              | Inativo |
| Telecom 1B | BAe           | 08 de maio de 1985     | Ariane 3              | Inativo |
| Telecom 1C | BAe           | 11 de março de 1988    | Ariane 3              | Inativo |
| Telecom 2A | Matra Marconi | 16 de dezembro de 1991 | Ariane 44L            | Inativo |
| Telecom 2B | Matra Marconi | 15 de abril de 1992    | Ariane 44L            | Inativo |
| Telecom 2C | Matra Marconi | 06 de dezembro de 1995 | Ariane 44L            | Inativo |
| Telecom 2D | Matra Marconi | 08 de agosto de 1996   | Ariane 44L            | Inativo |

## Países cobertos

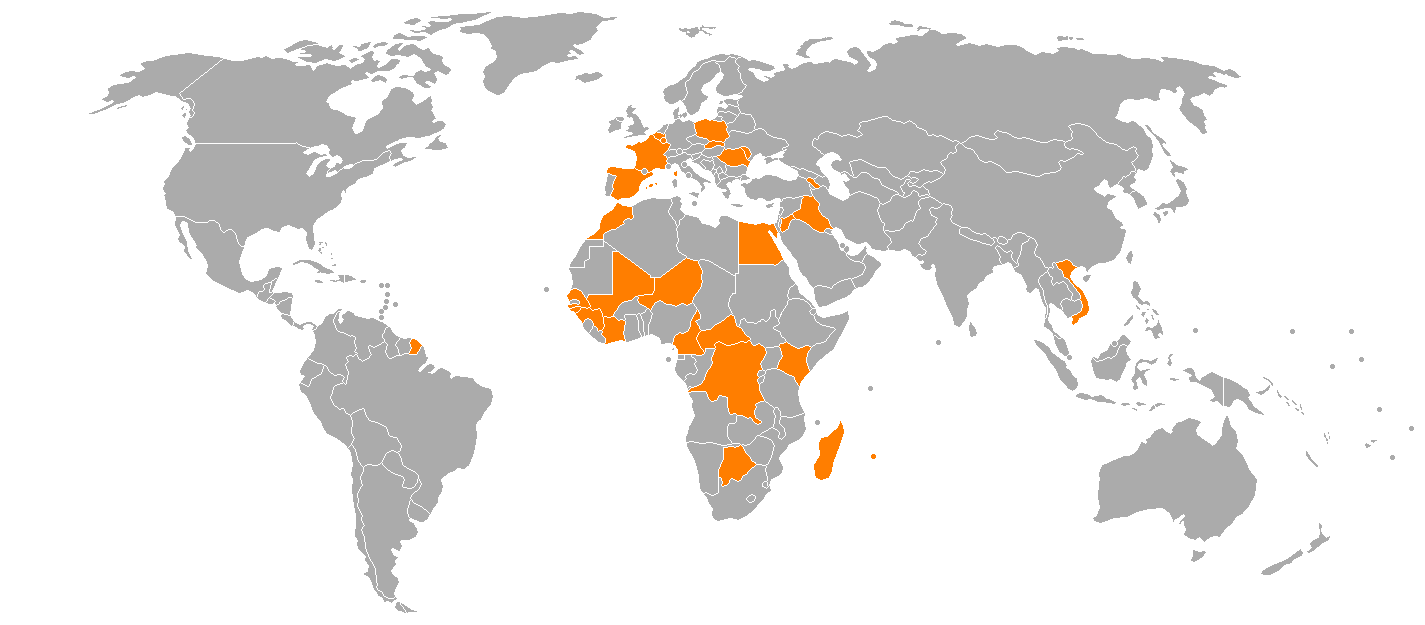
Presença internacional da Orange

Atualmente a Orange está presente em 26 países da Europa, Oriente Médio e África.
- Bélgica
- Botswana
- Burquina Fasso
- Camarões
- Costa do Marfim
- Egito
- Eslovênia
- Espanha
- França
  - Guadalupe
  - Guiana Francesa
  - Martinica
  - Mayotte
  - Reunião
  - São Bartolomeu
  - São Martinho
- Guiné
- Guiné-Bissau
- Jordânia
- Libéria
- Luxemburgo
- Madagáscar
- Mali
- Marrocos
- Moldávia
- Níger
- Polónia
- Quênia
- República Centro-Africana
- República Democrática do Congo
- Roménia
- Senegal
- Serra Leoa
- Tunísia

Entre as subsidiárias e participações em empresas estãoː
| Continente             | Subsidiárias |
| ---------------------- | --- |
| Europa                 | - Orange Espagne - Orange France - Orange Moldavie - Orange Slovaquie - Jazztel - Orange Belgique (52,91 %) - Orange Luxembourg (100 %) - Orange România (96,8 %) - Orange Pologne (50,67 %) |
| África e Oriente Médio | - Orange Centrafrique - Orange RDC (République démocratique du Congo) - Jordan Telecom group - Orange Jordan - Jordan Télécommunications Company (51 %) - Jordan Data Company - Orange Cameroun (94,4 %) - Orange Égypte (99,39 %) - Orange Côte d'Ivoire (85 %) - Orange Botswana (73,68 %) - Orange Madagascar (71,79 %) - Getesa (40%) (Guinée équatoriale) - Orange Maroc (40%) - Mauritius Telecom (40%) (Maurice) - Sonatel - Orange Sénégal (42,3 %) - Orange Mali (70,05 %) - Orange Bissau (90 %) (Guinée-Bissau) - Orange Guinée (90 %) (Guinée) - Orange East Africa - Telkom Kenya (70 %) - Korek Telecom (20 %) (Irak) - Orange Tunisie (49 %) |
| Outras subsidiárias    | - France Câbles et Radios - Telecom Vanuatu Limited (50%) - Lightspeed - Orange Mayotte |